# Arville, Loir-et-Cher

Arville este o comună în departamentul Loir-et-Cher, Franța. În 1 ianuarie 2018 avea o populație de 94 de locuitori.